# U ovom strašnom času
U ovom strašnom času antologija je hrvatske ratne lirike. Sastavljači su Ivo Sanader i Ante Stamać. Objavljena je 1992. godine u Splitu.

## Povijest
Ime nosi po pjesmi Željka Sabola U ovo strašnom času. Knjiga je 1992. godine objavljena u nakladi Lausa u Splitu. 1994. godine u nakladi Školske knjige u Zagrebu objavljeno je drugo, prošireno izdanje. Prevedena je na više stranih jezika, a 1997. godine objavljena je i kao zvučna knjiga. Stihove je interpretirao Dubravko Sidor.

## Sadržaj
Autori zastupljeni u antologiji su: Tin Ujević, Alojz Majetić, Boris Biletić, Tito Bilopavlović, Vinko Brešić, Drago Britvić, Jevrem Brković, Ljerka Car-Matutinović, Šimun Šito Ćorić, Ante Čavka, Arsen Dedić, Ivo Dekanović, Srećko Diana, Tomislav Domović, Tomislav Dorotić, Tomislav Durbešić, Ernest Fišer, Mate Ganza, Ivan Golub, Dubravko Horvatić, Đurđica Ivanišević, Đorđe Janjatović, Slavko Jendričko, Miljenko Jergović, Pajo Kanižaj, Dražen Katunarić, Željko Knežević, Stjepan Vladimir Letinić, Mladen Machiedo, Miroslav Slavko Mađer, Nikola Martić, Slavko Mihalić, Nikola Milićević, Zvonimir Mrkonjić, Mario Nardelli, Anđelko Novaković, Dubravka Oraić-Tolić, Luko Paljetak, Marija Peakić-Mikuljan, Zvonimir Penović, Mile Pešorda, Nikica Petrak, Marija-Anka Petričević (č.s.  Marija od Presvetog Srca), Toma Podrug, Željko Sabol, Damir Sirnik, Milivoj Slaviček, Višnja Stahuljak, Ante Stamać, Milorad Stojević, Krešimir Šego, Andriana Škunca, Antun Šoljan, Drago Štambuk, Dragutin Tadijanović, Ivan Tolj, Borben Vladović, Antun Mladen Vranješ, Milana Vuković, Igor Zidić i Sergio Zupičić.

## Prijevodi
Prevedena je na mnoštvo jezika (25 inozemnih izdanja):
1. mađarski: Nehéz órán: kortárs horvát háborús líra (1994., preveo Gábor Csordás)
2. talijanski: Non e terra bruciata: antologia di poesie della guerra in Croazia : (1991/1994) (1994., preveli Natka Badurina i dr., predg. Grytzko Mascioni)
3. rumunjski: In aceasta clipa de oroare: antologia poeziei croate contemporane de rasboi (1995., preveli Petar Krstić, Milja Radan, predg. Ion Tobosaru)
4. španjolski: La hora del horror: poesia de guerra en Croacia 1991. – 1994. (1995., preveli Francisco Javier Jusez Galvez u suradnji s Mirjanom Polić-Bobić i Ivom Klarićem)
5. slovački: V tejto strašnej chvíli: antológia súčasnej chorvátskej vojnovej lyriky (1995., preveli Mariàn Kovàčik i Jàn Jankovič)
6. slovenski: V tem strašnem času antologija sodobne hrvaške vojne lirike (1995., preveli Ervin Fritz i dr.)
7. bugarski: V tozi strašen čas: antologija na s’’vremennata h’’rvatska voenna lirika (1995., prevela Ljiljana Skarlatova-Fabiani i dr., ur. Ivan Kalcev)
8. ukrajinski: U cej strašnyj čas : antologija sučasnoi horvats'koi voennoi liryky (1996., preveo Viktor Vasyl'ovyč Ženčenko)
9. poljski: W tej strasznej chwili. Antologia współczesnej wojennej liryki chorwackiej (1996., preveo Muriel Kordowicz)
10. makedonski: Vo ovoj strašen čas: antologija na sovremenata hrvatska voena lirika (1996., prepjevao s hrvatskog Eftim Kletnikov)
11. francuski: En ces temps du Terrible: anthologie de la poesie croate de guerre : (1991-1994) (1996., preveli Djurdja Sinko-Depierris i Jean-Louis Depierris)
12. ruski: V eto strašnoe vremja: antologija sovremennoi horvatskoi voennoi liriki (1997., preveo Leonid Talalaj)
13. njemački: In der Stunde hoechster Not: kroatische Lyrik im Krieg (1997., preveli Irena Vrkljan i Benno Meyer-Wehlack, predgovor Viktor Žmegač)
14. esperanto: En tiu terura momento: antologio de la nuntempa kroata milita liriko (1998., preveli Krešimir Barković i dr.)
15. albanski: Në këtë çast të tmerrshëm : Në këto kohëra të vështira : antologjia bashkëkohore e poezisë së luftës në Kroaci (1991 - 1994) (prevela Marta Civljak, ur. Selman Vaqarri,  Nexhat Myftiu)[5]
16. japanski[6] 1996. (preveo Hiroyuki Fujimura)[5][7]
17. kineski[6]
18. arapski[6] (preveo Rafet Salaam, izdanje Egipatskog kulturnog centra, 1997.)[8]
19. engleski: At this terrible moment: an anthology of Croatian war poetry 1991-1994 (1997., preveli na engleski Miljenko Kovatićek i Heather Hewitt)[8][6]
20. hindski: 2004. (preveo Satinder Kumar Vij)[6]